# Акт применения права
Акт применения права — государственно-властный индивидуально-определенный акт, совершаемый компетентным субъектом по конкретному юридическому делу с целью определения наличия или отсутствия субъективных прав или юридических обязанностей и определения их меры на основе соответствующих правовых норм и в интересах их осуществления.

## Основные признаки
Некоторые учёные-юристы к внешней форме правоприменения относят и акты-действия (actus). Акты-действия выступают в качестве формы в тех случаях, когда правоприменительная практика имеет свёрнутую, упрощенную структуру. Они служат тогда как бы генерализирующим компонентом, содержащим в себе большинство или даже все элементы практики. Их существование обусловлено характером определённой правоприменительной практики, и не случайно чаще всего они выражаются устно (устные приказы начальника воинской части…) либо с помощью определённых знаков, жестов и иных конклюдентных действий (жесты сотрудника ОВД, регулирующего движение транспорта…). Иногда акты-действия фиксируются в дальнейшем в письменном документе (удаление свидетелей из зала суда отражается в судебном протоколе…). Однако рассмотрение в качестве формы правоприменительной практики актов-действий не должно вести к отождествлению компонентов её содержания и формы.
- Они издаются компетентными органами или должностными лицами. Как правило, это органы государства или их должностные лица. Отсюда вытекает государственно-властный характер актов применения права. Однако государственно-властные полномочия нередко осуществляют негосударственные организации, например органы и должностные лица местного самоуправления.
- Правоприменительные акты строго индивидуальны, то есть адресованы поименно определенным лицам. Этим они отличаются от нормативных актов, обладающих общим характером.
- Акты применения права направлены на реализацию требований юридических норм, так как конкретизируют общие предписания норм права применительно к определенным ситуациям и лицам, официально фиксируют их субъективные права, обязанности или меру юридической ответственности, то есть выполняют функцию индивидуального регулирования.
- Реализация правоприменительных актов обеспечена государственным принуждением. При этом акт применения права- документ, который является непосредственным основанием для использования государственных принудительных мер.
- Правоприменительные акты обычно могут быть обжалованы заинтересованными лицами в суд или иной государственный орган в порядке и сроки, установленные законодательством. При этом, как правило, подача жалобы приостанавливает действие соответствующего акта до решения вопроса судом или иным властным органом.

## Виды
по форме:
- приказы;
- постановления;
- указания;
- представления;
- резолюции;
- протоколы;
- решения;
- разрешения;
- предупреждения;
- приговоры;
- определения;
- распоряжения
- и др.

По субъектам, осуществляющим применение права, акты подразделяются на:
- акты государственных органов и общественных организаций;
- акты главы государства — Президента РФ;
- акты федеральных органов власти и управления;
- акты органов власти и управления субъектов Российской Федерации;
- акты органов правосудия;
- акты органов прокуратуры;
- акты органов надзора и контроля;
- акты коллегиальные и единоличные.

по функциям права:
- регулятивные (приказ о повышении по службе)
- охранительные (постановление о возбуждении уголовного дела)

по юридической природе:
- основные (выражают конечное решение по юридическому делу — приговор, решение суда)
- вспомогательные (подготавливают издание основных — постановление о привлечении лица в качестве обвиняемого)

по предмету правового регулирования:
- акты гражданско-правовые,
- уголовно-правовые,
- акты конституционно-правовые,
- акты административно-правовые

по характеру:
- материальные
- процессуальные

В зависимости от действия во времени правоприменительные акты делятся на:
- акты однократного действия (наложение штрафа)
- длящиеся (регистрация брака, назначение пенсии и др.).

## Общие черты снормативными актами
Правоприменительные акты обнаруживают следующие общие черты с нормативными актами:
- представляют собой, как правило, письменные акты-документы
- исходят от государства в лице его уполномоченного органов и должностных лиц
- обладают юридической силой (порождают правовые последствия, защищаются государством)

## Отличия отнормативных актов
Правоприменительные акты отличаются от нормативно-правовых (НПА), в основном, в следующем:
- акты применения права принимаются на основе нормативных актов и должны им соответствовать
- акты применения права не являются источниками права
- не содержат в себе каких-либо общих правил поведения, а конкретизируют нормы права, содержащиеся в НПА
- акты применения права применяются к конкретному случаю, событию, индивидуальной ситуации.
- акты применения права обращены к строго установленному кругу лиц
- акты применения права рассчитаны на однократное применение
- они выступают в качестве юридических фактов (служат основанием для возникновения, изменения или прекращения правоотношений)
- акты применения права могут быть выражен не только в письменной, но и в устной форме

Акты применения норм права должны отвечать требованиям обоснованности, законности и целесообразности.